# Sân bay quốc tế La Aurora
Sân bay quốc tế La Aurora (tiếng Tây Ban Nha: Aeropuerto Internacional La Aurora) (IATA: GUA, ICAO: MGGT) là sân bay phục vụ Thành phố Guatemala, Guatemala. Nó nằm 6,4 km (4,0 mi) về nam trung tâm thành phố Guatemala và 25 km (16 dặm) từ Antigua Guatemala. Sân bay thuộc quản lý của
Dirección General de Aeronáutica Civil.
Sân bay quốc tế La Aurora là sân bay chính của Guatemala. Sân bay này đã trải qua một giai đoạn hiện đại hóa và mở rộng lớn. Sân bay tại là có thể tiếp nhận số lượng chuyến bay lơn hơn và máy bay lớn hơn. Nhà ga cũ đã được cải tạo phù hợp với thiết kế ban đầu của nó. Nhà ga bị dỡ bỏ một phần và đã được mở rộng với phòng chờ mới và hiện có thể chứa lên 22 bay. Các dự án lớn đã được hoàn thành vào tháng 12 năm 2008. Sân bay hiện có hai nhà ga hàng không: ga Trung và Bắc.